# Modèle d'Armington
Pour les articles homonymes, voir Armington.
 (novembre 2010).
Le modèle d'Armington est un ancien modèle économique créé en 1969 par Paul Armington très utilisé en recherche opérationnelle et s'intéressant aux origines géographiques de produits.
Il ne prend pas en compte les apports théorique des dernières années tels que les modèles à firmes hétérogènes développés dans les années 2000.

## Principes généraux et hypothèses
Le modèle d'Armington est compatible avec la théorie néo-classique du commerce international, à l'exception faite de l'hypothèse d'homogénéité parfaite des produits.
La première hypothèse du modèle armingtonien se subdivise en deux postulats:
- au sein d'un même secteur, les produits originaires d'un même pays sont homogènes.
- les produits sont supposés discernables selon leur origine géographique et donc imparfaitement substituables.

Si cette hypothèse joue un rôle essentiel dans la modélisation, elle n'est néanmoins pas étayée théoriquement par Armington dans son article.
La seconde hypothèse est destinée à permettre une utilisation sectorielle du modèle:
- indépendance des choix entre catégories de produits.

Cette hypothèse signifie que le choix par les consommateurs d'un produit sur un marché donné n'est pas affecté par les achats sur les marchés tiers. D'un point de vue technique, cela implique que la maximisation de l'utilité du consommateur soit un programme en deux étapes:
1. allocation des dépenses entre les différents produits.
2. allocation des dépenses en produit k par pays d'origine du bien.

Cette seconde hypothèse, bien que très pratique, ne va pas de soi et n'est pas complètement réaliste puisque par exemple le consommateur armingtonien est censé connaitre l'origine des produits qu'il achète.
Le modèle d'Armington permet de poser des équations d'échanges opérationnelles comme fonction d'un effet demande et d'un effet prix. Dès lors que les variables sont exprimées en logarithme, le paramètre relatif à la variable de demande est appelé élasticité-demande aussi bien pour les importations que pour les exportations. Dans le modèle d'Armington orthodoxe, les élasticités demandes sont systématiquement égales à l'unité.
De même, la valeur absolue du paramètre de la variable de prix relatif est l'élasticité-prix.